# Purha (vid Aaslaluoto, Nådendal)
Purha är en ö i Finland. Den ligger i Skärgårdshavet vid Aaslaluoto i kommunen Nådendal i den ekonomiska regionen  Åbo ekonomiska region i landskapet Egentliga Finland, i den sydvästra delen av landet. Ön ligger omkring 27 kilometer sydväst om Åbo och omkring 170 kilometer väster om Helsingfors.
Öns area är 5,8 hektar och dess största längd är 390 meter i öst-västlig riktning.